# NGC 216
NGC 216 é uma galáxia lenticular (S0) localizada na direcção da constelação de Cetus. Possui uma declinação de -21° 02' 43" e uma ascensão recta de 0 horas, 41 minutos e 27,1 segundos.
A galáxia NGC 216 foi descoberta em 9 de Dezembro de 1784 por William Herschel.